# Štrihovec
Štrihovec este o localitate din comuna Šentilj, Slovenia, cu o populație de 333 de locuitori.